# Стела Воядзоглу
Стела Воядзоглу (на гръцки: Στέλλα Βογιατζόγλου) е гръцка писателка, авторка на разкази, романи, пиеси и детска литература.

## Биография
Родена е в 1950 година в македонския град Солун. Завършва право в Солунския университет и работи в държавната администрация. От време на време се занимава и с реклама и радио. Дебютира в литературата в 1980 година с романа „Мелницата“ (Το μαγγανοπήγαδο). След това публикува още шест книги в проза, три пиеси, един киносценарий и шест книги за деца, сред които адаптация на „Одисея“. Публикува във вестниците „Неа“, „Авги“, „Врадини“, „Ангелофорос“, „Македония“, както и в литературните списания „Лекси“, „Диавазо“, „Ендевктирио“, „Ипостего“, „Бестселър“, „Роптро“ и „Паратиритис“. Член е на Дружеството на писателите и на Дружеството на солунските писатели. Превеждана е на немски език.
Умира от рак в Солун на 18 август 2008 година.